# Kingmanrevet

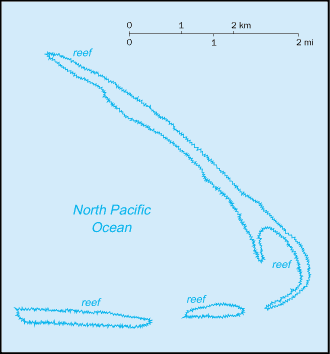
Karta över Kingmanrevet

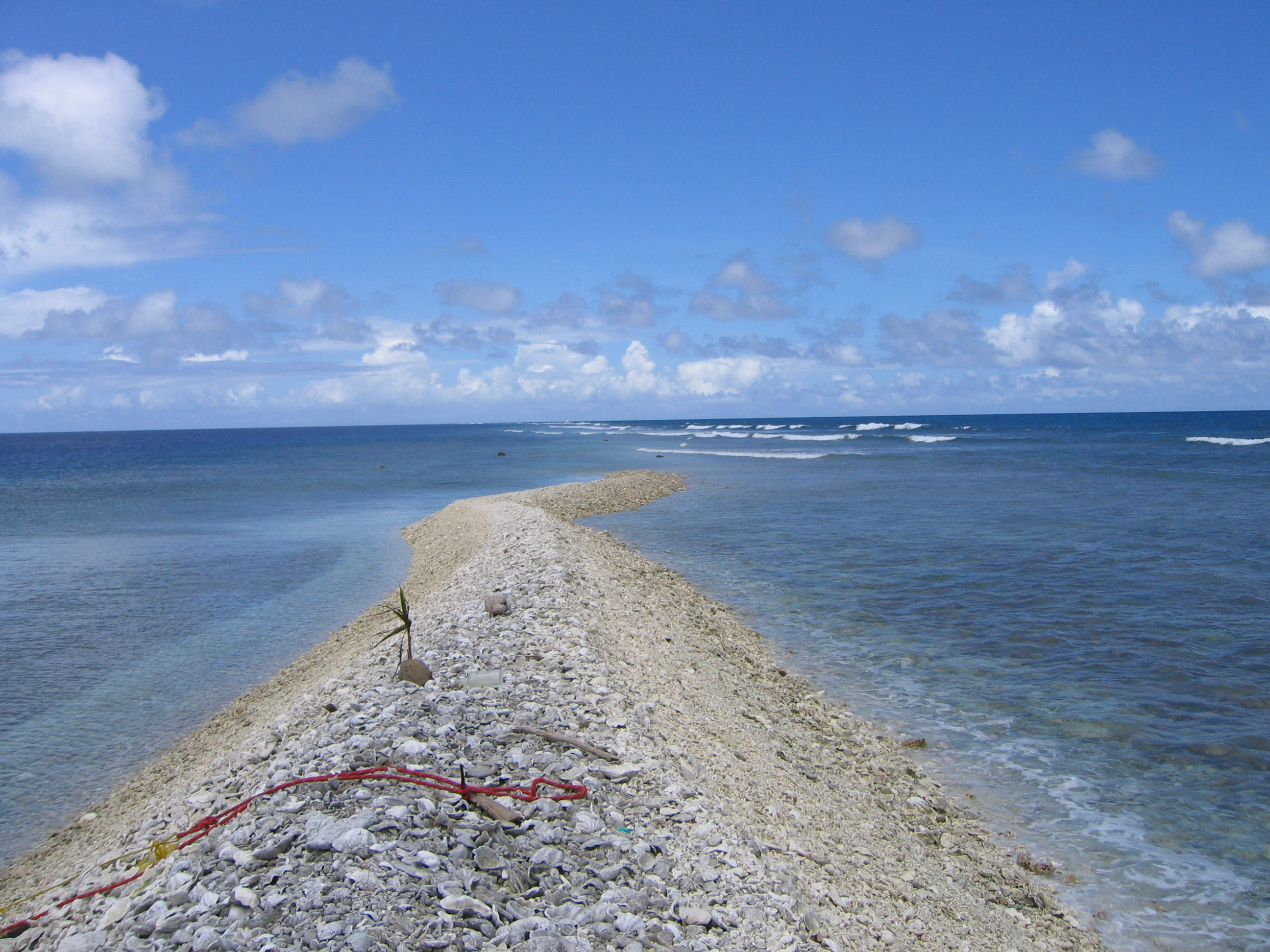
Kingmanrevet

Kingmanrevet (engelska Kingman Reef Territory) är ett område inom Förenta staternas mindre öar i Oceanien och Västindien och har tillhört USA sedan 18 augusti 1856 utan att vara en införlivad del av hemlandet. Revet ligger ungefär halvvägs mellan Hawaii och Amerikanska Samoa.

## Geografi
Kingmanrevet är ett korallrev bland Line Islands i centrala Stilla havet och har en area av 1,1 km² (motsvarar 1/5 del av ön Ven). Vid vissa tidpunkter kan kustlinjen vara tre kilometer i omkrets, men revets högsta punkt är endast 1 m.ö.h.. Revet är vått och överspolas den mesta tiden, vilket gör Kingmanrevet till en fara för sjöfarare. Det är obebodd och förvaltas direkt från Washington av den Amerikanska flottan och är stängt för allmänheten.

## Historia
Området upptäcktes redan 14 juni 1798 av kapten Edmund Fanning, USA som då döpte det till Dangerous Reef men namngavs 29 november 1853 då kapten W.E. Kingman återupptäckte det.
Revet omger en djup lagun som användes som halvvägsstation mellan Hawaii och Amerikanska Samoa av Pan American Airways för flygbåtar mellan 1937 och 1938.